# Nikolaj Vasiljevič Gogolj
Nikolaj Vasiljevič Gogolj [nikoláj vasíljevič gógolj] (rusko Николай Васильевич Гоголь, ukrajinsko Микола Васильович Гоголь), ruski pisatelj in dramatik ukrajinskega porekla, * 1. april 1809, Veliki Soročinci, Ruski imperij (danes Ukrajina), † 4. marec 1852, Moskva, Ruski imperij (danes Rusija).

## Življenje
Gogolja, ki se je rodil v znani plemiški družini Gogolj-Janovski, je deloval v literarnem obdobju med romantiko in realizmom, pisal pa je v gotski prozi. Gogoljev oče je pisal poezijo v ukrajinščini ter ruščini ter pisal amaterske igre. Njegova družina je uporabljala ukrajinščino, ruščino ter poljščino.
Med letoma 1818 in 1819  je študiral na Poltavski strokovni šoli (Poltavska gubernija, Ruski imperij, danes Poltavska oblast, Ukrajina), med letoma 1821 in 1828 pa je študiral v Nižinski gimnaziji za višje znanosti (danes Državna univerza Gogolja v Nižinu). Med študijem na tej gimnaziji je prvič nastopil kot igralec in režiser na odru gimnazijskega gledališča. V gimnaziji je Gogolj najraje študiral ukrajinsko zgodovino, ljudske ukrajinske tradicije in ustno ljudsko umetnost svojega naroda. Informacije o ljudski ustni umetnosti je zbiral ne samo iz knjig, temveč na tržnicah med ljudmi. Med tem ko je živel in študiral v mestu Nižinu, je v tedanjih literarnih revijah izdal svoja prva literarna dela. 
Iskal je nove možnosti zase kot pesnika in pisatelja in 1828 je odpotoval v Peterburg (Ruski imperij, danes Rusija). Zaradi finančnih težav je nastopil službo državnega uradnika. V tem času so različne literarne revije izdajale njegova dela, napisana v romantičnem slogu z bogatimi zanimivimi elementi ukrajinske ljudske umetnosti in tradicij. 
1833 je Gogolj prosil za položaj profesorja zgodovine na Kijevski univerzi Svetega Volodimira (Kijev, Ukrajina), kar mu ni uspelo. 1835 je dobil položaj oz. službo kot profesor zgodovine na Imperatorski univerzi v Peterburgu, a se je kmalu odločil, da se bo posvetil dramaturgiji in književnosti. 
Veliko je tudi potoval v tujino in nekaj časa živel v zahodni Evropi, zlasti Nemčiji, Franciji, Italiji in  Švici. Obiskal je tudi Jeruzalem. 1848 se je vrnil v Ruski imperij in nadaljeval z drugim delom Mrtvih duš. Proti koncu življenja je zapadel v verstvo, imel je tudi duševno krizo, povezano s smrtjo svojega najbližjega prijatelja. Umrl je leta 1852.
Gogolj velja tudi za velikega slovanofila. Za slovenskega bralca je zanimiva omembe Trsta v pismu materi, ki ga je Gogolj poslal poleti 1839 med svojim bivanjem na Dunaju: »Trst je živahno trgovsko mesto, kjer je polovica Italijanov, polovica Slovanov, ki govorijo skoraj rusko - jezik zelo blizu naši maloruščini. Lepo Jadransko morje je pred menoj«.

## Književni razvoj
Prvič se je pojavil v listu Domovinski zapiski z romantično-folklornimi črticami in pri priči osvojil bralce in literarno kritiko. Naslednje povesti so bile trpkejše, vendar bolj življenjske, romantične edino v fantastični sprijaznitvi z usodo in odsevu vsakdanjosti; iz tega časa je tudi Taras Buljba, delo, v katerem je avtorja prevzelo svobodoljubje, častiljubje in rodoljubnost njegovih kozaških prednikov. Ruska imperija je močno cenzorirala besedilo Tarasa Buljbe v interesu carske ideologije. Prizorišče  Ruske imperije je Gogolj oživil z galerijo neprekosljivo karakteriziranih likov v romanu Mrtve duše (s sodobnega stališča je prikazal podeželske plemiče, ki so v svoji pohlepnosti in zaostalosti že kar groteskno čudaški) in v komediji Revizor (predstavil je provincijsko birokracijo, njeno koristoljubnost, pokvarjenost in brezobzirnost, s katero ohranja in krepi svoj položaj). Pozneje se je, skorajda prestrašen zaradi grozot, ki jih je pokazal v svojih delih, začel kesati pred samim seboj in družbo in je napisal knjigo Izbrana mesta iz dopisovanja s prijatelji. Zaman je poskušal mračno podobo Ruske imperije narediti svetlejšo in ustvariti pozitivne junake. Roko odrešitve mu je podal Belinski v znamenitem pismu in ga skušal zadržati, da se ne bi zadušil v lastnem obupu, vendar zaman. Nekaj dni pred smrtjo je Gogolj uničil rokopis drugega zvezka Mrtvih duš.
Gogoljevo delo je odločilno vplivalo na razvoj ruske umetniške proze.  Njegova dela so primer grotesknega realizma, kar pomeni, da se v njih realizem meša z grotesko. Obenem je bil Gogolj prvi, ki je oris sodobne stvarnosti povezal z moralnimi, kritičnimi in duhovnimi cilji. Njegova dela pripadajo vsem dobam in vsem literarnim smerem.  

## Raba jezika
Gogolj je v nasprotju z nekaterimi sodobniki pisal v ruščini, vendar ima njegovo pisanje nedvomno ukrajinsko komponento. Posebnost Gogoljevega jezika izhaja iz jezikovne dihotomije, ki izraža soobstoj in interakcijo dveh različnih elementov. Začetna jezikovna dvojnost se je skozi ustvarjalni proces preoblikovala v značilen slog in bistveno vplivala na Gogoljevo edinstveno mesto v ruski literaturi ter na njegovo vlogo pri razvoju ruskega knjižnega jezika.
V svojem delu je Gogolj pogosto črpal iz lokalnih motivov. Dela, ki so prikazovala življenje ukrajinskega naroda, ukrajinske ljudske tradicije, so imela v dodatku Gogoljeve slovarje – za boljše razumevanje ukrajinskih besed, imen, nazivov. 
Gogolj je izrazil, da se včasih počuti kot tujec v jeziku, ki mu je znan, vendar ne materni, a obenem menil, da bosta nepopolno znanje ukrajinščine in »nerazvitost« tedanjega ukrajinskega knjižnega jezika kot celote postala ovira na njegovi pisateljski poti. Nekateri sodobniki so ga obtoževali »onesnaževanja« ruščine z »barbarizmi« in »provincializmi« (npr. N. Polevoj, O. Senkovskij, F. Bulgarin), drugi pa da ne zna lastnega jezika (npr. Ševčenko).
Gogolj je zastopal mnenje, da je potrebno krepiti enoten ruski jezik,
Pri tem je potrebno upoštevati, da se je pisatelj oblikoval v dobi, ko je v formalni komunikaciji prevladovala uporaba ruskega jezika in je po ruskem zgodovinopisju bil »nujna in edina spodobna stvar«, čeprav je hkrati v tem obdobju potekala rusifikacija Ukrajine ter je Ruski imperij zatiral ukrajinščino, ki je bila poniževana in obravnavana kot »dialekt« ter jezik tlačanov. 
Zaradi ustvarjanja v ruski književnosti je Gogolj obveljal kot ruski pisatelj, drugi pa ga zaradi ukrajinske nacionalnih motivov obravnavajo kot tipičnega Ukrajinca in posledično ukrajinskega pisatelja. Ponujene so tudi kompromisne možnosti, na primer »tako ukrajinski kot ruski pisatelji« oz. »ukrajinski pisatelj, ki je pisal v ruščini«.

## Dela
Pomembnejša dela:
- Plašč,
- Večeri na pristavi blizu Dikanke (Вечера на хуторе близ Диканьки) (1832),
- Nevski prospekt,
- Dnevnik blazneža,
- Mirgorod (Миргород) (1835)
- Ženitev (Женитьба),
- Taras Bulba
- Portret,
- Nos (Нос) (1835),
- Kvartopirci,
- Mrtve duše (Мёртвые души) (1842),
- Revizor (Ревизор),
- Izbrana mesta iz dopisovanja s prijatelji.

## Poimenovanja
V čast Gogolja je bil poimenovan asteroid 2361 Гоголь, ki so ga opazili 1. aprila 1976. 
Za Ukrajince je Gogolj eden izmed najbolj znanih oseb ukrajinske književnosti oz. kulture. V njegovi domovini – v mestu Veliki Soročinci vsako leto organizirajo Gogoljevski sejem »Soročinski jarmarok« (v cirilici Сорочинський ярмарок).  Nacionalna banka Ukrajine je izdala zbirke priložnostnih kovancev o Gogolju 2005 in 2009.